# Svenska Folksportförbundet
Svenska Folksportförbundet är ett riksförbund, grundat 1979, för främjande av motion utan tidtagarur och konkurrens. Man har som målsättning att inom de fyra aktiviteterna vandring, cykling, simning och skidsport få människor att aktivt arbeta för vänskap, förståelse och bättre hälsa, både lokalt och globalt. Förbundet samlar ett antal fristående lokala och regionala vandrarlag och föreningar av olika slag riket runt.